# 콘스탄스 도링

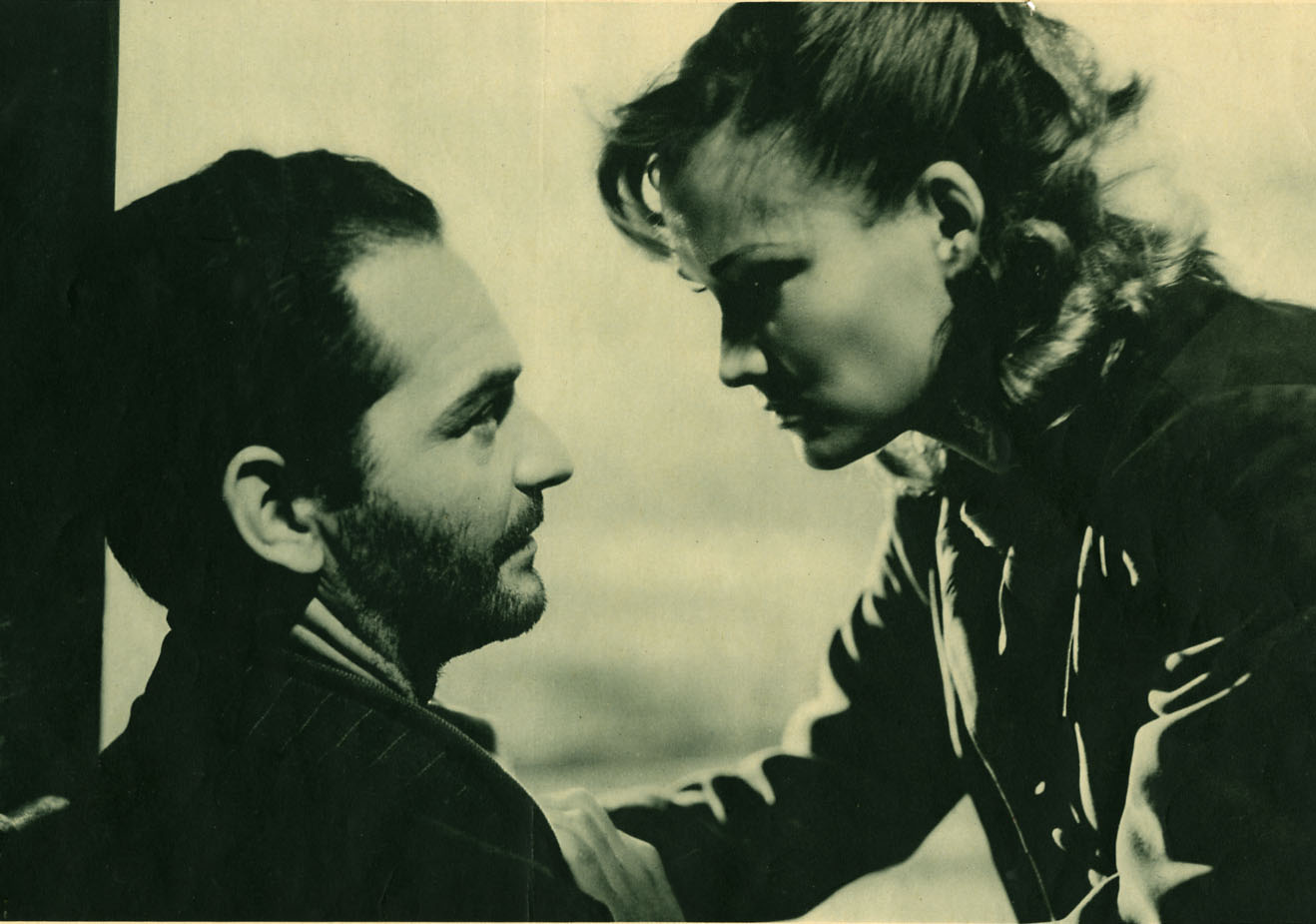

콘스탄스 도링(Constance Dowling, 1920년 7월 24일 ~ 1969년 10월 28일)은 미국의 모델, 연극 배우, 텔레비전 배우, 영화배우이다.
뉴욕에서 태어났으며 로스앤젤레스에서 사망하였다. 사인은 심근 경색이다.

## 영화
- 니커보커 홀리데이 (1944년)
- 업 인 암스 (1944년)